# Del Amo Fashion Center

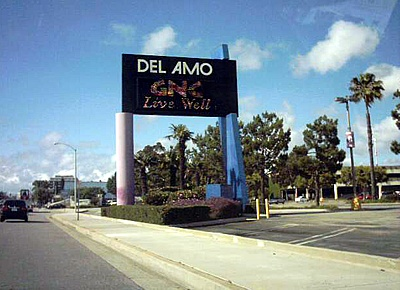

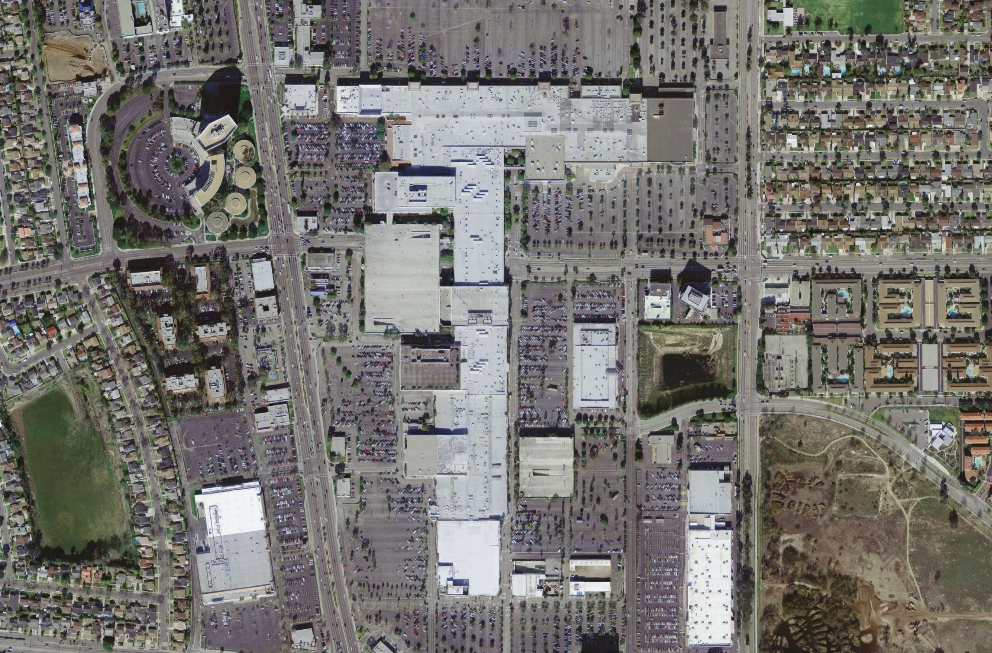
Luchtfoto

Het Del Amo Fashion Center is een winkelcentrum in de Amerikaanse stad Torrance in Los Angeles County (Californië). Het is het op een na grootste winkelcentrum van de staat, na South Coast Plaza in Orange County. Er zijn meer dan 300 winkels, verschillende restaurants, een fitnesscentrum en een bioscoopcomplex.
Het winkelcentrum opende in 1961 en werd in 1971 opgekocht door Guilford Glazer, die een grote uitbreiding aanvatte. Van 1981 tot 1992 was Del Amo het grootste winkelcentrum van de Verenigde Staten. In dat jaar werd de Mall of America in Minnesota de grootste.